# Laverda SFC 1000
La Laverda SFC 1000, o chiamata anche Laverda 1000 SFC, è stata l'ultimo modello di motocicletta presentato dalla casa motociclistica italiana Moto Laverda prima della sua chiusura. È un'evoluzione del modello RGS 1000 già declinato in diverse tipologie ed è stata prodotta dal 1985 al 1986.

## Il contesto
In quegli anni l'azienda attraversava un periodo difficile e non aveva le risorse economiche per lo sviluppo di nuove motociclette. Così riguardo al suo 1000 cc, si limitò ad un aggiornamento estetico e ad alcuni interventi alla parte telaistica e al motore. Le modifiche estetiche riguardarono tutta la carrozzeria e resero la moto più sportiva e aggressiva. Furono sostituite le forcelle e gli ammortizzatori posteriori, oltre ai cerchioni e ai freni. Il motore fu lievemente potenziato adottando il motore dell'RGS Corsa. 

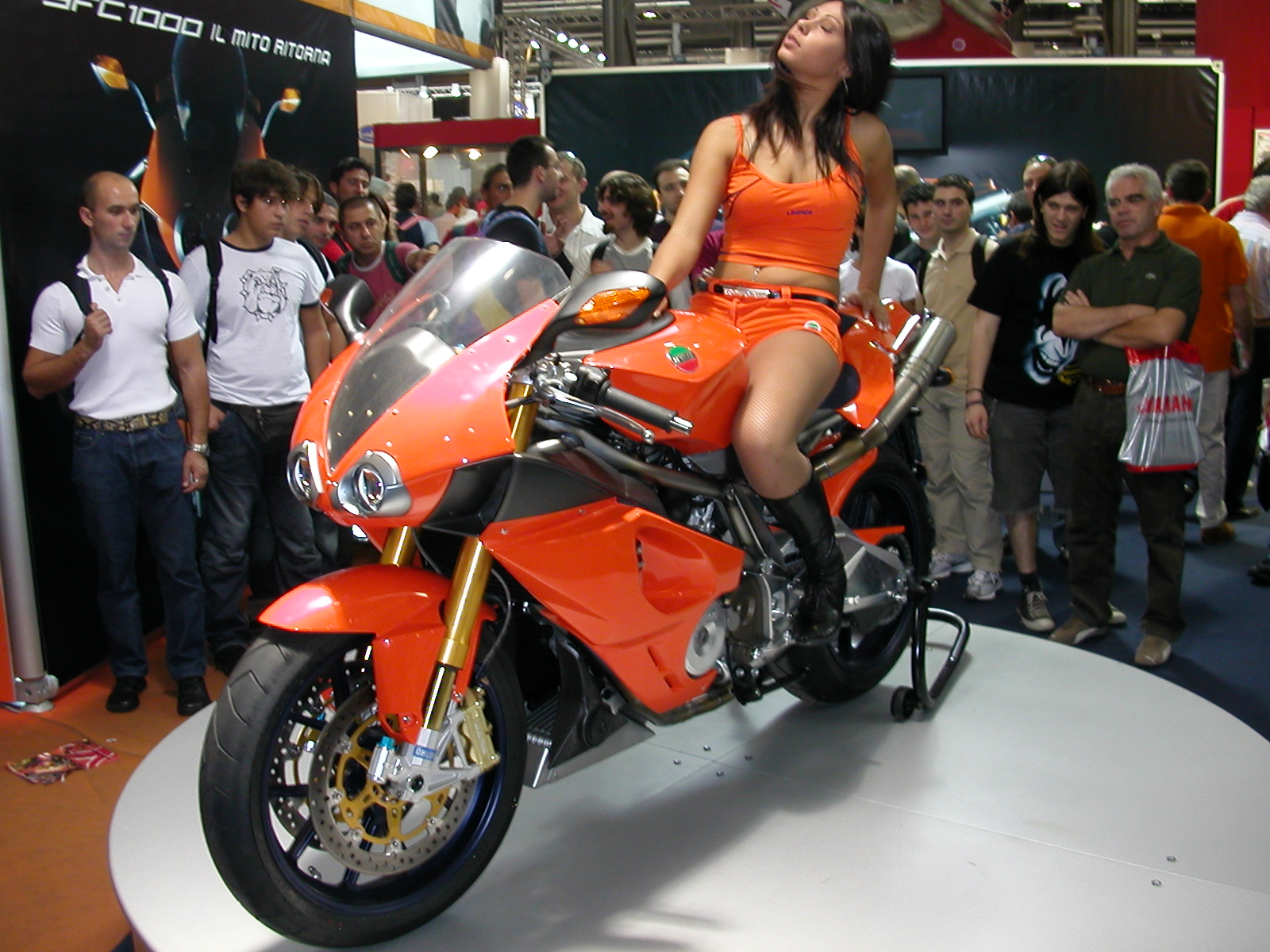
Prototipo della Laverda SFC 1000 esposta ad EICMA 2003

Il motore da 981 cm³ a tre cilindri in linea raffreddato ad aria a quattro tempi, spingeva la moto ad una velocità massima di circa 230 km/h. Della moto furono prodotti circa 200 esemplari.
Le nuove componenti della moto erano più attuali e performanti, ma la struttura progettuale era ormai datata anche rispetto alle innovazioni e alle nuove proposte presenti sul mercato.
Ad inizio anni 2000 l'Aprilia presentò un prototipo con lo stesso nome Laverda SFC 1000 e meccanica derivata dalla Aprilia RSV 1000, con intenzione di riproporre il marchio Laverda; la moto non venne mai prodotta in serie, rimanendo allo stato prototipale.